# 小行星8707
小行星8707（8707 Arakihiroshi）是一颗绕太阳运转的小行星，为主小行星带小行星。该小行星于1994年2月19日发现。

## 轨道参数
小行星8707的轨道半长轴为354 892 579 km，2.3722766 UA，离心率为0.056。